# 사초
사초(史草)는 조선 시대에 공식적인 역사서인 실록 편찬에 사용되었던 자료이다.
조선 시대에, 사관(史官)은 왕이 참석하는 행사에 모두 동행하여 사실 있는 그대로 기록하여 사초를 만들었으며
기록의 객관성을 확보하고 사관의 독립성 확보를 위해 임금이라도 사초의 내용을 볼 수 없었다.
편찬작업을 통해 기록물이 작성되고나면 세초(洗草: 사초를 물에 씻어 흘려 버리는 일)를 하고 사초에 쓰인 종이는 재활용하여 사용하였다.